# Ectroma
Ectroma is een geslacht van vliesvleugeligen uit de familie Encyrtidae. De wetenschappelijke naam van dit geslacht is voor het eerst geldig gepubliceerd in 1833 door Westwood.

## Soorten
Het geslacht Ectroma omvat de volgende soorten:
- Ectroma albiclavatum (Hoffer, 1957)
- Ectroma annulicorne Trjzpitzin, 1972
- Ectroma arenarium (Erdös, 1955)
- Ectroma dalmatinum Hoffer, 1970
- Ectroma fulvescens Westwood, 1833
- Ectroma insigne (Mercet, 1921)
- Ectroma koponeni Trjapitzin, 1989
- Ectroma loui Xu, 2003
- Ectroma reinhardi (Mayr, 1876)
- Ectroma semifactum De Santis, 1972
- Ectroma truncatum Prinsloo, 1986